# Paralinhomoeus bocki
Paralinhomoeus bocki är en rundmaskart. Paralinhomoeus bocki ingår i släktet Paralinhomoeus, och familjen Linhomoeidae. Arten är reproducerande i Sverige.